# Johann Adolph von Loß (1690–1759)
Johann Adolph von Loß, ab 1741 Graf von Loß, (* 20. Juni 1690; † 25. August 1759) war ein königlich-polnischer und kurfürstlich-sächsischer Kabinettsminister und wirklicher Geheimer Rat sowie Rittergutsbesitzer.

## Leben
Johann Adolph von Loß war der zweite Sohn des sachsen-weißenfelsischen Premierministers Johann Caspar von Loß († 1711) und ging aus dessen Ehe mit Magdalena Sophia geborene von Ende aus dem Hause Ehrenberg hervor; sein Bruder war der spätere Kabinettsminister Christian von Loß. Bereits im Jahre 1718 wurde er im Alter von 28 Jahren Geheimer Rat am Hof in Merseburg und 1729 Oberstallmeister. Von 1733 bis 1738 war Johann Adolph Graf von Loß Gesandter im englischen London, anschließend im bayrischen München und zum Schluss in Paris. In Versailles sorgte er für eine engere Bindung des Kurfürstentums Sachsen  an Frankreich und war einer der Unterzeichner des geheimen Subsidienvertrages vom 21. April 1746. Ab jenem Jahr war er wieder in Sachsen tätig, wo er den Titel eines Kabinettsministers verliehen bekam.
Bereits am 21. November 1732 hatte Johann Adolph von Loß als damaliger wirklicher Geheimer Rat und Oberstallmeister von Herzog Heinrich von Sachsen-Merseburg die Anwartschaft auf das Kannewurffische Rittergut Niederbeuna im Stift Merseburg erhalten, die nach dessen Tod von Kurfürst Friedrich August II. von Sachsen 1740 bestätigt wurde. Als der letzte Besitzer des Rittergutes Niederbeuna, der sachsen-weißenfelsische Kammerrat Hans Heinrich von Kannewurff, am 30. Oktober 1748 ohne männliche Lehnserben starb, erhielt er tatsächlich dessen Rittergut übertragen und wurde vom Lehnhof Dresden gemeinsam mit seinen Lehnserben damit belehnt.
1741 war er aufgrund seiner politischen Verdienste während des Reichsvikariats nebst seinem jüngeren Bruder, dem Oberkonsistorialpräsidenten Christian von Loß, in den Reichsgrafenstand erhoben. 
Am 13. Mai 1751 verkaufte in Leipzig Graf von Loß Niederbeuna weiter an Carl Gottlob von Ende auf Keymberg, kp.-ks. Konsistorialdirektor zu Leipzig, auch stift-merseburgischer Hof- und Justizrat und Assessor des Oberhofgerichts.
Er heiratete am 28. April 1721 die Gräfin Erdmuthe Sophie von Dieskau (* 25. Februar 1698; † 23. April 1767) (1720–1721, Mätresse von August II.).  